# 1082年拜占庭-威尼斯條約

11世紀初的義大利局勢

1082 年的拜占庭-威尼斯條約是拜占庭帝國和威尼斯共和國之間簽署的一項貿易和防禦條約，以帝國金璽詔書的形式由皇帝阿萊克修斯一世科穆寧頒布。 該條約為威尼斯人提供了重大的貿易讓步，以換取他們在對抗諾曼人的戰爭中的幫助，該條約將對帝國和共和國產生重大影響，並決定了他們未來幾個世紀的歷史。